# 大阪闇金
『大阪闇金』（おおさかやみきん）は、石原貴洋監督の日本のハードボイルド映画。柾木玲弥主演。2021年4月10日に公開された。続編『大阪闇金2』が2021年7月25日に発売された。

## あらすじ
大阪。杉村春生（柾木玲弥）は食堂で酒井良夫（中野英雄）と出会う。その後、勤務先の工場での傷害罪による2年の刑期を終えて出所した杉村春生は食堂で偶然再会した、金利はトイチ、面談をして借用書にサインさせて貸すという昔ながらの闇金業者「南八番興業」の酒井良夫に誘われて働くこととなる。闇金に群がる人々のおかしくてかなしい、そして、狂気じみた人間模様を描く。

## キャスト
- 杉村春生：柾木玲弥
- 根津龍平（南八番興業の営業）：榊原徹士
- 深田清子（南八番興業の受付）：兒玉遥
- 酒井良夫（南八番興業の取り立て）：中野英雄
- 南三蔵（宗衛門の息子）：朝井大智
- 南八番興業社長 南宗衛門：林海象
- 北山組組長：海道力也
- 北山組若頭：虎牙光揮
- 北山組組員 ヤマモト：川崎健太
- 小林一雄（工場の社長）：パラゴンつよし
- 工場の専務（社長の息子）：舘昌美
- 小林恵（工場の社長の娘）：中山こころ
- マルちゃん（工場の従業員）：藍海斗
- 田中幸太郎：木田佳介
- ヤクザ組員：沖一文字

## スタッフ
- 監督・原案：石原貴洋
- 製作：ライツキューブ
- エグゼクティブ・プロデューサー：鈴木祐介（ライツキューブ）
- プロデューサー：河野博明（ライツキューブ）
- ラインプロデューサー：西村裕慶
- 脚本：松平章全
- 音楽：中森信福
- 撮影：谷康生
- 照明：白鳥友輔
- 録音：平川鼓湖
- スチール：坂厚人
- スタイリスト：中井芽衣
- ヘアメイク：高見佳妃、古林千明、森岡砂羽
- 美術：崎原奈々香、塩川節子
- 小道具：桐木司
- 特殊メイク・特殊造形：野中比喩
- 制作：岸本景子
- カラリスト：中瀬慧
- 衣裳協力：LUPIS、スーツスタイルMARUTOMI、SMART BIZ
- 制作プロダクション：石原映画工場
- 発売元：ライツキューブ

## DVDリリース
| タイトル  | ジャケットコピー          | 発売日    |
| --------- | ------------------------- | --------- |
| 大阪闇金  | 悪いのは金？それともヒト─ | 2021/6/25 |
| 大阪闇金2 | 金の奴隷は増えていく──    | 2021/7/25 |